# Kokubunji
Kokubunji (国分寺市, Kokubunji-shi) és una ciutat i municipi del Tòquio occidental, a la metròpolis de Tòquio, a la regió de Kantō, Japó. El nom del municipi ve donat del kokubunji o temple provincial de l'antiga província de Musashi, que es trobava a l'actual municipi.

## Geografia
La ciutat de Kokubunji es troba localitzada a l'altiplà de Musashino, a la regió del Tòquio occidental i al centre geogràfic de tot Tòquio. El terme municipal de Kokubunji limita amb els de Kodaira al nord, amb Kunitachi i Fuchū al sud, amb Tachikawa a l'oest i amb Koganei a l'est.

## Història
Fins a la fi del període Tokugawa, la zona que actualment ocupa el modern municipi de Kokubunji va formar part de l'antiga província de Musashi, sent també el lloc on es trobava el seu temple provincial des del període Nara. Després de la restauració Meiji i amb la reforma cadastral de 1878, la zona va passar a formar part del districte de Kitatama, aleshores pertanyent a la prefectura de Kanagawa. L'1 d'abril de 1889, amb l'establiment de la llei de municipis, es creà el poble de Kokubunji. El districte de Kitatama va passar a control de l'antiga prefectura de Tòquio l'1 d'abril de 1893. L'any 1940, Kokubunji va ser elevada a la categoria de vila i el 3 de novembre de 1964 a l'actual de ciutat.

## Demografia
| 1920    | 1930    | 1940    | 1950    | 1960   | 1970   | 1980   |
| ------- | ------- | ------- | ------- | ------ | ------ | ------ |
| 4.618   | 6.454   | 9.324   | 19.125  | 39.098 | 81.259 | 91.010 |
| 1990    | 2000    | 2010    | 2020    | 2030   | 2040   | 2050   |
| 100.982 | 111.404 | 120.733 | 129.260 | -      | -      | -      |

## Transport

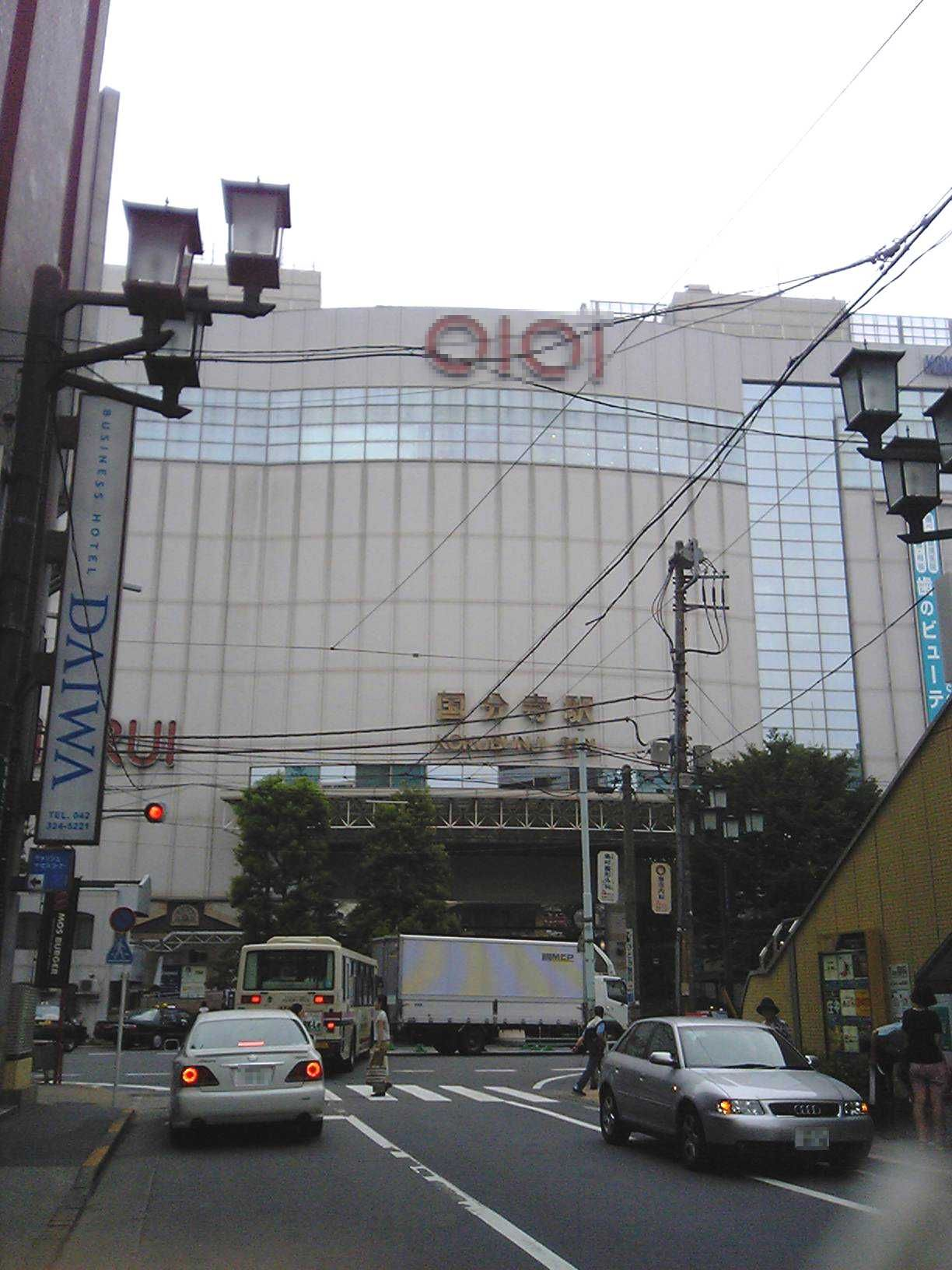
Estació de Kokubunji amb el Marui

### Ferrocarril
- Companyia de Ferrocarrils del Japó Oriental (JR East)
  - Kokubunji - Nishi-Kokubunji
- Ferrocarril Seibu
  - Kokubunji - Koigakubo

### Carretera
Pel terme municipal de Kokubunji no passa ni cap autopista ni cap carretera nacional, només carreteres d'àmbit prefectural pertanyents al Govern Metropolità de Tòquio.

## Agermanaments
- Sado, prefectura de Niigata, Japó. (1 d'abril de 1989)
- Marion, Austràlia Meridional, Austràlia. (2 d'abril de 1993)
- Iiyama, prefectura de Nagano, Japó. (17 de maig de 2017)